# Geopyxis carbonaria
A Geopyxis carbonaria é uma espécie de fungo do gênero Geopyxis, família Pyronemataceae. Foi descrita pela primeira vez para a ciência em 1805, e recebeu seu nome atual em 1889. Os pequenos ascomas do fungo, em forma de cálice, são marrom-avermelhados com uma franja esbranquiçada e medem até 2 cm de diâmetro. Eles têm um estipe curto e afilado.
O fungo é distribuído em muitas regiões temperadas do Hemisfério Norte. Ele é encontrado na Europa, Turquia e América do Norte. Os ascomas são comumente encontrados no solo onde o mato foi queimado recentemente, as vezes em grande quantidade. Embora seja principalmente uma espécie saprófita, que se alimenta da matéria orgânica em decomposição remanescente após um incêndio, também forma associações biotróficas com as raízes do espruce da Noruega.

## Taxonomia
A espécie foi descrita cientificamente pela primeira vez na Europa em 1805 por Johannes Baptista von Albertini e Lewis David von Schweinitz como Peziza carbonaria. Mordecai Cubitt Cooke ilustrou os ascomas, esporos e ascos em sua obra de 1879 Mycographia, seu Icones fungorum. Figures of fungi from all parts of the world. (Figuras de fungos de todas as partes do mundo). Em 1889, Pier Andrea Saccardo transferiu o fungo para o gênero Geopyxis, dando à espécie seu nome atual. Pustularia carbonaria, publicado por Heinrich Rehm em 1884, é um sinônimo de G. carbonaria. Louis-Joseph Grélet propôs a variedade Geopyxis carbonaria var. sessilis em 1937, referindo-se a formas que produzem ascomas sem estipe, mas o táxon não é considerado como tendo significado taxonômico independente. Em 1860, Miles Berkeley e Moses Ashley Curtis descreveram a espécie Peziza lepida a partir de coletas feitas no Japão como parte da Expedição de Exploração e Levantamento do Pacífico Norte (1853-1856). Esse táxon foi sinonimizado com G. carbonaria por Mien Rifai em 1968, uma opinião taxonômica corroborada por Donald Pfister cerca de uma década depois.
O epíteto específico carbonaria deriva da palavra em latim para "carvão".

## Descrição
Os ascomas são em forma de cálice, com 5-20 mm de largura, e têm margens esbranquiçadas com franjas. A superfície interna do copo que contém os esporos, o himênio, é vermelho-tijolo e lisa, enquanto a superfície externa é amarela opaca e pode ser lisa ou ter pontos semelhantes a bolhas (pústulas). O estipe, se presente, é esbranquiçado, com até 15 mm de comprimento e 2 mm de largura, e se expande abruptamente para dentro do copo. A carne marrom do fungo é fina e quebradiça; não tem sabor característico, mas tem um cheiro desagradável quando esmagada em água.

### Características microscópicas
A esporada é esbranquiçada. Os esporos são elípticos, lisos, hialinos, desprovidos de gotículas de óleo e têm dimensões de 13-18 por 7-9 μm. Eles têm paredes finas e germinam e crescem rapidamente in vitro na ausência de estímulos externos. Os ascos têm 190-225 por 9-10 μm. As paráfises são ligeiramente em forma de taco, não ramificadas e têm grânulos irregulares marrom-alaranjados, com pontas de até 5 μm de largura, e não são bifurcadas ou lobadas. O hipotécio, a camada de células abaixo do himênio, é formado por células pequenas e irregulares densamente compactadas.

### Espécies semelhantes

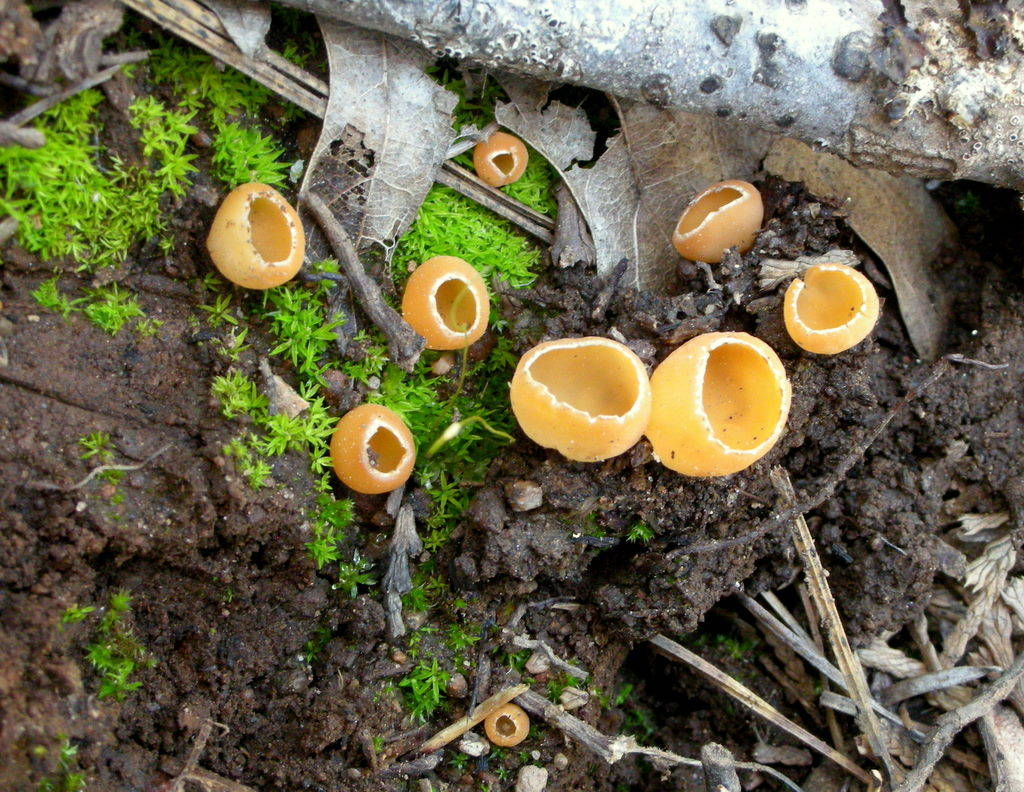
A Geopyxis vulcanalis (foto) tem coloração mais amarela do que a G. carbonaria.

A Geopyxis vulcanalis, intimamente relacionada, tem um ascoma laranja pálido a amarelado, com um copo profundo antes de se achatar na maturidade, e sua carne esmagada geralmente tem odor de enxofre. Pode ser distinguida microscopicamente por suas paráfises, que não possuem os grânulos marrom-alaranjados característicos da G. carbonaria. Ela também tem esporos maiores, medindo 14-22 por 8-11 μm. Ao contrário da G. carbonaria, ela cresce em outros substratos que não a madeira queimada, incluindo musgos e serragem. A Tarzetta cupularis, que cresce em habitats semelhantes aos da G. carbonaria, distingue-se microscopicamente por seus esporos que contêm duas gotículas de óleo. A Tarzetta catinus também é semelhante. Outros gêneros com espécies semelhantes com as quais a G. carbonaria pode ser confundida incluem Aleuria, Anthracobia, Caloscypha, Melastiza, Pithya e Sowerbyella.

## Habitat e distribuição
A G. carbonaria está espalhada por toda a América do Norte, do Alasca ao sul, excluindo a região da Costa do Golfo; aparece de março a junho na Costa Oeste e de abril a setembro em outros lugares. Também é encontrada na Europa, e, em 2010, foi relatada pela primeira vez na Turquia.
O fungo se espalha em solo queimado ou carvão na primavera e durante toda a estação de crescimento. É uma das espécies pioneiras mais comuns encontradas em solo queimado. A serapilheira carbonizada no chão da floresta aumenta o pH do solo subjacente, bem como a disponibilidade de minerais. Os ascomas são produzidos de 16 a 139 semanas após um incêndio florestal em áreas com árvores coníferas. A maioria dos ascomas é produzida no primeiro ano após uma queimada. O fungo prefere frutificar em micro-habitats com uma fina camada de resíduos pós-incêndio perto de troncos de árvores queimadas. Os cogumelos são frequentemente encontrados nos mesmos povoamentos pós-incêndio que os cogumelos Morchella, embora o primeiro seja geralmente mais abundante. Como G. carbonaria frutifica mais cedo que os cogumelos Morchella, ele pode servir como um indicador da frutificação iminente de Morchella. Outros fungos desse tipo frequentemente encontrados frutificando na mesma área que G. carbonaria incluem os dos gêneros Aleuria, Anthracobia, Peziza e Tarzetta.

## Ecologia

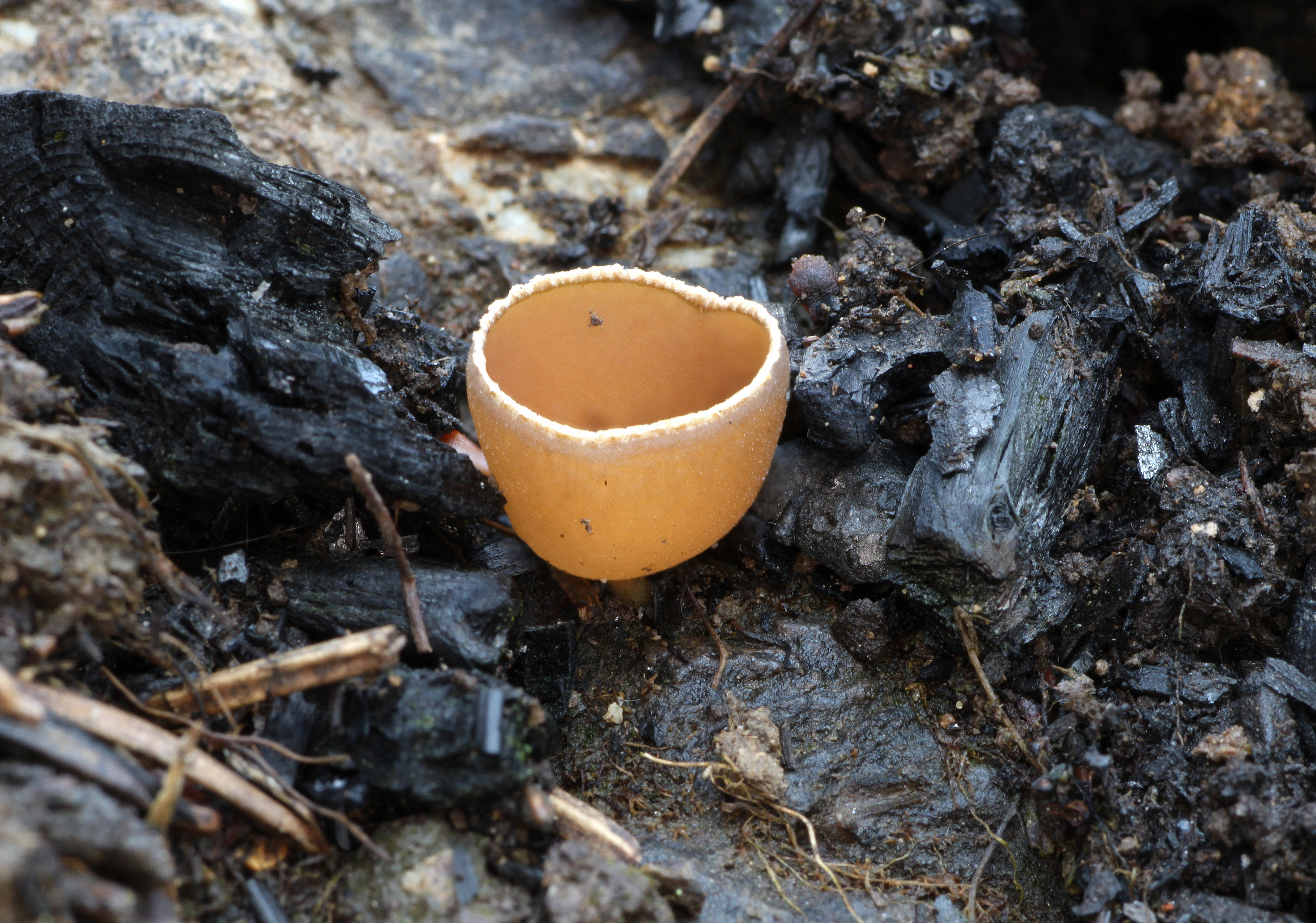
Um ascoma solitário de G. carbonaria crescendo em detritos de madeira queimada.

Embora seja principalmente um fungo saprófito envolvido na decomposição pós-incêndio de raízes de coníferas e de folhagem, o Geopyxis carbonaria demonstrou ser capaz de formar ectomicorrizas com o espruce da Noruega (Picea abies). Foi demonstrado em experimentos de laboratório que o fungo tem uma interação biotrófica com o pinheiro Pinus contorta. As hifas de G. carbonaria foram capazes de infectar o córtex da muda de árvore, mas não penetraram na endoderme. Essas características sugerem que o fungo é um patógeno moderado, com capacidade limitada de causar reduções na germinação da semente. Além disso, o fungo produz a enzima polifenol oxidase e pode quebrar o polímero orgânico complexo lignina - características dos fungos saprófitos. A formação de uma rede de Hartig rudimentar, característica dos fungos micorrízicos, indicou que a G. carbonaria pode ser capaz de formar relações mutualísticas sob as condições certas. Vrålstad e seus colegas sugerem que sua associação abaixo do solo com raízes de espruce o protege de danos físicos em caso de incêndio, e a extensa produção de ascomas após um incêndio pode refletir "uma fuga fúngica bem-sucedida de um hospedeiro moribundo onde o fungo não consegue mais manter sua associação biotrófica".
As grandes frutificações geralmente estão associadas a danos à árvore hospedeira decorrente de queimadas. Um estudo de campo realizado na Noruega demonstrou que os ascomas tinham maior probabilidade de serem encontrados em áreas muito queimadas, em comparação com locais com queimadas leves a moderadas, onde as árvores permaneciam viáveis, ou em áreas de corte raso. A frutificação era muito mais densa em florestas de espruces - com até 700-1000 ascomas por metro quadrado - do que em florestas de pinheiros, onde os ascomas eram esporádicos. Os ascomas cresceram na ordem de milhões no ano seguinte aos incêndios de Yellowstone em 1988.

## Toxicidade
O cogumelo não é comestível, sendo que os cogumelos são insubstanciais de qualquer forma.